# Majsan
Majsan (arab. ميسان) – jedna z 18 prowincji Iraku. Znajduje się we wschodniej części kraju. Stolicą prowincji jest miasto Al-Amara.